# Світ Нуль-А
Світ Нуль-А (англ. The World of Null-A) – науково-фантастичний роман канадського та американського письменника Альфреда Елтона ван Вогта.
Вперше роман був надрукований у серпні-жовтні 1945 року у журналі «Astounding Science Fiction» під назвою «Світ-Ā».. Ван Вогт переглянув його і скоротив для друку у 1948 році. У 1953, 1964 він був виданий під назвою «Світ Нуль-А». У 1970 автор додав декілька нових коротких уривків та новий вступ.
Автор використовує поняття із загальної семантики Альфреда Коржибського. Назва Ā відноситься до неарістотелівської логіки.

## Сюжет
Гілберт Госсейн, Ā людина, яка живе в утопічному світі, де люди з спеціальною освітою мають вищий інтелект і керують рештою людства. Для цього використовується неарістотелівська логіка, що є основою неарістотелівської освіти, яка формує неарістотелівську людину.
Він хоче пройти випробування Машини, щоб визначити свої здібності. Але під час реєстрації на випробування, виявляється, що його спогади помилкові. В пошуках особистості, Госсейн виявляє змову за участю президента Землі, його доньки та деяких чиновників, а також, що у нього є інші тіла, які активуються при його смерті, тобто він є фактично безсмертним.
Також Госсейну стає відомо, що існує людство і поза межами Сонячної системи. Велика Імперія член Галактичної Ліги, всупереч її законів, має намір підкорити Венеру, а потім і Землю, розраховуючи на неефективну реакцію Ліги.
Госсейн зі своїми надзвичайними здібностями виявляється втягнутим в інтриги шпигунів Імперії та Ліги, колаборантів та повстанців землян. Через деякий час Імперія розпочинає війну, здійснивши напад спочатку на Венеру, але, незважаючи на значну чисельну та технологічну перевагу, зазнає часткової невдачі.
Командир армій Імперії Торсон стикається з перешкодою у вигляді звинувачення Лігою в геноциді, оскільки, ретельно відібрані Машиною для колонізації Венери, Ā люди розсудливо жертвують собою у боротьбі, щоб захистити землян.
Госсейн весь час перебуває у центрі подій.
Торсон вимінює перемир'я на секрет безсмертя Госсейна.
За цей час Госсейн дізнається про додаткову мозкову речовину у своєму тілі, яка може дозволяти переміщати предмети та самого себе силою думки.
Ця здібність дозволяє допомогти повстанцям і обезголовити армію нападників.
Наступником Торсона стає подвійний агент Імперії та Венери Елдред Кренг, який наказує військам відступити.
Розшукаючи розробника своїх додаткових тіл, він дізнається і про своє походження.

## Критика
Роман був неоднозначно сприйнятий спільнотою. Бібліотечна асоціація Нью-Йорка включила його до сотні найкращих романів 1948 року. Роман був перекладений дев’ятьма мовами.                                                                                                                                                                                                                                                                 У 1945 році він був темою критичного есе Деймона Найта, який вважав роман «однією з найгірших книг для нібито дорослих.»                                                                                                   Ван Вогт у своєму авторському вступі до виправленого видання 1970 року визнає, що серйозно сприйняв критику та переглянув роман через багато років після його оригінальної публікації.

## Продовження
Після «Світу Нуль-А» з’явилися романи «Пішаки Нуль-А» (1948-49) та «Нуль-А Три» (1984).